# Temps conforme
En cosmologie, le temps conforme est une coordonnée temporelle, reliée au temps cosmique par une certaine transformation mathématique.
Plus précisément, si l'on imagine un observateur au repos dans un univers homogène et isotrope, c'est-à-dire immobile au sein de cet univers et aussi par rapport à l'expansion de l'Univers, alors le temps vécu par celui-ci s'appelle temps cosmique. Le temps conforme se déduit du temps cosmique par une certaine transformation mathématique. Cette transformation réfère à ce qu'on appelle une transformation conforme, d'où le nom de temps conforme.
Ce temps rend la métrique de Friedmann-Lemaître-Robertson-Walker « conformément plate », c'est-à-dire que les lignes d'univers des photons dans un diagramme d'espace-temps en distance comobile et temps conforme sont droites comme dans un espace statique, alors qu'elles sont courbées en temps cosmique à cause de l'expansion de l'Univers. Mais ce temps n'a pas de signification physique.

## Formule
Dans le cadre d'un modèle cosmologique homogène et isotrope, aussi appelé univers de Friedmann-Lemaître-Robertson-Walker, la métrique de l'espace-temps s'écrit sous la forme :
{\displaystyle {\rm {d}}s^{2}=c^{2}\;{\rm {d}}t^{2}-a(t)^{2}\gamma _{ij}\;{\rm {d}}x^{i}\;{\rm {d}}x^{j}},
où {\displaystyle a(t)\,} est appelé facteur d'échelle et décrit comment l'expansion éloigne les objets au cours du temps, et où {\displaystyle \gamma _{ij}\,} décrit la géométrie des trois directions d'espace, qui peuvent posséder courbure spatiale nulle (correspondant à l'espace euclidien usuel), positive, ou négative (on parle alors respectivement de géométrie sphérique ou hyperbolique). La coordonnée de temps apparaissant est le temps cosmique, elle correspond au temps vécu par un observateur immobile par rapport aux trois directions d'espace, temps appelé temps propre en relativité restreinte.
Il est souvent utile d'effectuer un changement de variables sur la variable de temps t afin de réécrire la métrique sous la forme :
{\displaystyle {\rm {d}}s^{2}=a(\eta )^{2}\left(c^{2}\;{\rm {d}}\eta ^{2}-\gamma _{ij}\;{\rm {d}}x^{i}\;{\rm {d}}x^{j}\right)}
avec par construction la nouvelle coordonnée η définie par :
{\displaystyle {\rm {d}}\eta ={\frac {{\rm {d}}t}{a(t)}}}
ou encore, en choisissant des bornes d'intégration :
{\displaystyle \eta (t_{2})-\eta (t_{1})=\int _{t_{1}}^{t_{2}}{\frac {{\rm {d}}t}{a(t)}}}.
La coordonnée η est alors appelée « temps conforme ». Le qualificatif « conforme » provient de ce que sous cette dernière forme la métrique apparaît comme conformément équivalente (c'est-à-dire égale à une constante multiplicative près, en l'occurrence la fonction {\displaystyle a^{2}(t)} ) à la métrique
{\displaystyle {\rm {d}}{\tilde {s}}^{2}={\rm {d}}\eta ^{2}-\gamma _{ij}{\rm {d}}x^{i}{\rm {d}}x^{j}},
qui dans le cas où la métrique spatiale {\displaystyle \gamma _{ij}} est « plate » (de courbure spatiale nulle ; c'est-à-dire {\displaystyle \gamma _{ij}=\delta _{ij}}, {\displaystyle \delta _{ij}} étant le symbole de Kronecker) n'est autre que la métrique de l'espace de Minkowski.

## Utilisation
Certaines équations en cosmologie peuvent se simplifier par le passage du temps cosmique t au temps conforme η. En particulier le temps conforme et les coordonnées xi ont même dimension et les équations permettent de ne plus avoir à écrire diverses puissances du facteur d'échelle {\displaystyle a(t)}.
Un des gros avantages du temps conforme est qu'il intervient directement dans l'étude de la distance parcourue par un photon, c'est-à-dire la lumière. En effet, un photon se déplaçant par définition à la vitesse de la lumière, la quantité ds2 écrite pour un photon est nulle. Ainsi, la distance en termes des coordonnées xi parcourue par un photon correspond-elle à la variation de la coordonnées η sur la période considérée. Il est en particulier intéressant de savoir si un photon est susceptible ou non dans un modèle d'univers donné de provenir d'une région arbitrairement distante de nous, ou si un photon est susceptible de s'éloigner arbitrairement loin de nous. 

Ces questions portent ainsi sur la notion d'horizon. Si tout photon reçu aujourd'hui est nécessairement issu d'une région finie, on dit que l'on a un horizon des particules, si tout photon émis aujourd'hui ne peut atteindre qu'une région d'extension finie de l'Univers, on dit que l'on a un horizon des événements. La présence de ces horizons est intimement liée à la dynamique de l'expansion de l'Univers, c'est-à-dire à la façon dont évolue le facteur d'échelle au cours du temps. Celle-ci est elle-même directement lié aux propriétés de la ou des formes de matière qui composent l'Univers. Les équations de Friedmann permettent de déterminer la dynamique du facteur d'échelle et par suite du temps conforme.